# Hartmut Neugebauer
Hartmut Neugebauer (* 2. September 1942 in Zirke bei Posen; † 22. Juni 2017 in München) war ein deutscher Schauspieler, Synchronsprecher, Dialogbuchautor, Dialogregisseur sowie Hörspielsprecher.

## Leben und Karriere
Neugebauer gehörte zu den meistbeschäftigten Synchronsprechern Deutschlands. So lieh er seine Stimme unter anderem Gene Hackman, John Goodman und Robbie Coltrane sowie William Shatner in der amerikanischen Serie Boston Legal. In der Animeserie Saber Rider und die Starsheriffs sprach er den bösen Oberboss Nemesis. Auch dem Piratenkönig Gol D. Roger aus One Piece gab er seine Stimme. Zudem war er in etlichen Schwarzweiß-Slapstick-Filmen der Reihe Klamottenkiste zu hören, wo er als Voice-over sowohl männliche als auch weibliche Darsteller (mit verstellter Stimme) sprach. Außerdem wirkte er an zahlreichen Hörspielproduktionen mit. Des Weiteren sprach er 1978 in der Zeichentrickverfilmung von Der Herr der Ringe den Gefährten Boromir. Hartmut Neugebauer war auch in einigen Asterix-Zeichtrickfilmen als Zenturio zu hören. Außerdem sprach er Hagrid aus Harry Potter und Dr. Eggman in der Serie „Sonic X“ und  in den Spielen „Sonic Generations“, „Sonic Lost World“, „Sonic Boom: Lyrics Aufstieg“, „Sonic Boom: Feuer & Eis“ und „Sonic Forces“. Für die Fernsehserie Sonic Boom übernahm Johannes Oliver Hamm die Stimme für Dr. Eggman, welcher seit Neugebauers Tod diesen auch in den Videospielen synchronisiert. Für die Serie „Der unglaubliche Hulk“ sprach er den deutschen Intro-Text.
In Film- und Fernsehproduktionen war Neugebauer unter anderem in Inspektor Clouseau, Geheimcode: Wildgänse und Derrick zu sehen.
Hartmut Neugebauer war mit der Künstlerin Ananda Neugebauer verheiratet, mit der er zwei Töchter hatte: die 2009 verstorbene Veronika Neugebauer, die als Schauspielerin, Synchron- und Hörspielsprecherin aktiv war, und Miryam Neugebauer, die als Sängerin und Synchronsprecherin aktiv war.
Hartmut Neugebauer verstarb im Juni 2017 im Alter von 74 Jahren in München.

## Filmografie (Auswahl)
- 1968: Engelchen – oder die Jungfrau von Bamberg
- 1968: Die schwarze Sonne
- 1970: Der Kommissar – Parkplatz-Hyänen
- 1972: Mein Bruder – Der Herr Dokter Berger
- 1974: Charlys Nichten
- 1974: Münchner Geschichten – Der lange Weg nach Sacramento
- 1975: Champagner aus dem Knobelbecher
- 1976: Die Unternehmungen des Herrn Hans – Der Gartentag
- 1976: Inspector Clouseau – Der beste Mann bei Interpol (The Pink Panther Strikes Again)
- 1979: Hot Dogs auf Ibiza (Drehbuch)
- 1983: Der Paragraphenwirt
- 1983: Fast wia im richtigen Leben – Der Bürgermeister von Moskau
- 1984: Geheimcode: Wildgänse (Arcobaleno Selvaggio (Wild Rainbow))
- 1985: Macho Man
- 1985: Fast wia im richtigen Leben – Episode 1.11
- 1989: Derrick – Blaue Rose
- 1989: Derrick – Mozart und der Tod
- 1992: Langer Samstag

## Synchronrollen (Auswahl)

### Schauspieler
Don Rickles:
- 1995: Toy Story als Charlie Naseweis
- 1999: Toy Story 2 als Charlie Naseweis
- 2010: Toy Story 3 als Charlie Naseweis

Seth MacFarlane:
- 2005–2015: Family Guy als Dr. Elmer Hartman (4. Stimme)

Gene Hackman:
- 1988: Mississippi Burning – Die Wurzel des Hasses als Agent Rupert Anderson
- 1992: Erbarmungslos als Little Bill Daggett
- 1998: Der Staatsfeind Nr. 1 als Edward „Brill“ Lyle
- 2000: Under Suspicion – Mörderisches Spiel als Henry Hearst

John Goodman:
- 1990–1997: Roseanne (Fernsehserie) als Dan Conner
- 2000: Good Vibrations – Sex vom anderen Stern als Roland Jones
- 2000: Coyote Ugly als William Sanford
- 2009: Shopaholic – Die Schnäppchenjägerin als Graham Bloomwood
- 2009: Die Päpstin als Papst Sergius
- 2012–2014: Treme (Fernsehserie) als Creighton Bernette
- 2012: Back in the Game als Pete Klein
- 2012: Die Qual der Wahl als Abgeordneter Scott Talley
- 2013: Damages – Im Netz der Macht (Fernsehserie) als Howard T. Erickson
- 2014–2015: Alpha House (Fernsehserie) als Senator Gil John Biggs
- 2016: 10 Cloverfield Lane
- 2016: Boston als Sergeant Jeffrey Pugliese
- 2017: Atomic Blonde als Emmett Kurzfeld
- 2017: Transformers: The Last Knight als Hound

John Ratzenberger:
- 2004: Die Unglaublichen – The Incredibles als Tunnelgräber
- 2006: Cars als Mack
- 2007: Ratatouille als Mustafa
- 2011: Cars 2 als Mack
- 2017: Cars 3: Evolution als Mack

Robbie Coltrane:
- 1993: Die Abenteuer von Huck Finn als The Duke
- 1997: Buddy – Mein haariger Freund als Dr. Bill Lintz
- 2001: Harry Potter und der Stein der Weisen als Rubeus Hagrid
- 2002: Harry Potter und die Kammer des Schreckens als Rubeus Hagrid
- 2004: Harry Potter und der Gefangene von Askaban als Rubeus Hagrid
- 2005: Harry Potter und der Feuerkelch als Rubeus Hagrid
- 2007: Harry Potter und der Orden des Phönix als Rubeus Hagrid
- 2009: Harry Potter und der Halbblutprinz als Rubeus Hagrid
- 2010: Harry Potter und die Heiligtümer des Todes – Teil 1 als Rubeus Hagrid
- 2011: Harry Potter und die Heiligtümer des Todes – Teil 2 als Rubeus Hagrid

Michael McShane:
- 1994: Richie Rich als Prof. Keenbean
- 1998: Das große Krabbeln als Chivap & Chichi

Buddy Hackett:
- 1998: Arielle, die Meerjungfrau als Scuttle
- 2000: Arielle, die Meerjungfrau 2 – Sehnsucht nach dem Meer als Scuttle

Joel McCrary:
- 2001: Plötzlich Prinzessin als Premierminister Motaz
- 2004: Plötzlich Prinzessin 2 als Premierminister Motaz

Art LaFleur:
- 2002: Santa Clause 2 – Eine noch schönere Bescherung als Zahnfee
- 2006: Santa Clause 3 – Eine frostige Bescherung als Zahnfee

Dave Goelz:
- 1999: Muppets aus dem All als Dänischer Koch
- 2011: Die Muppets als Waldorf

Chikao Ōtsuka:
- 1999: One Piece (Fernsehserie) als Gol D. Roger
- 2003: Sonic X (Fernsehserie) als Dr. Eggman

### Filme
- 1978: Arthur Malet in Halloween – Die Nacht des Grauens als Friedhofswärter
- 1980: Luigi Montefiori in Man-Eater – Der Menschenfresser als Nikos Karamanlis
- 1981: Sascha Borysenko in Die Todesgöttin des Liebescamps als Tanga
- 1982: Ralph Strait und Tommy Lee Wallace in Halloween III als Buddy Kupfer und Silver Shamrock Werbesprecher (Synchro 1986)
- 1983: Randy Quaid in Die schrillen Vier auf Achse als Cousin Eddie
- 1986: Nicolas Silberg in Asterix bei den Briten als Präfekt Motus (Kinofassung und DVD)
- 1987: RoboCop als Ladendieb
- 1989: Roger Lumont in Asterix – Operation Hinkelstein als Zenturio Gaius Ausgus (Kinofassung und DVD)
- 1992: Jerry Nelson in Die Muppets-Weihnachtsgeschichte als Geist der gegenwärtigen Weihnacht
- 1994: Asterix in Amerika als Zenturio Gaius Ausgus (DVD-Version)
- 1999: Paul Dooley in Die Braut, die sich nicht traut als Walter Carpenter
- 2003: R. Lee Ermey in Michael Bay’s Texas Chainsaw Massacre als Sheriff Hoyt
- 2004: Blake Clark in 50 erste Dates als Marlin Whitmore
- 2004: Eddie Osei in Exorzist: Der Anfang als Emekwi
- 2006: Leslie Nielsen in Scary Movie 4 als Präsident Harris
- 2006: Stephen Root in Cap und Capper 2 – Hier spielt die Musik als Mr. Bickerstaff
- 2006: Mike Bacarella in Das Haus am See als Mulhern
- 2008: Jeroen Krabbé in Transporter 3 als Leonid Vasilev
- 2009: Peter Haber in Crashpoint – 90 Minuten bis zum Absturz als Michael Winkler
- 2010: Roy Billing in Die Chroniken von Narnia: Die Reise auf der Morgenröte als Anführer Tölpelbeiner
- 2012: Barry Humphries in Der Hobbit: Eine unerwartete Reise als Großork
- 2013: Ritter Rost – Eisenhart & voll verbeult als König Bleifuß, der Verbogene

### Serien
- 1978: Ted Cassidy in Der unglaubliche Hulk als Sprecher vom Intro-Text
- 1981: Doctor Snuggles als Sandkönig
- 1984–1988: Peter Cullen in Saber Rider und die Starsheriffs als Nemesis
- 1988–1993: Graf Duckula als Emma (Nanny)
- 1993–1995: Jim Cummings in Bonkers, der listige Luchs von Hollywood als Lucky Picquel
- 1999–2004: South Park als Satan[5]
- 2006–2010: William Shatner in Boston Legal als Dennis „Denny“ Crane
- 2011–2012: Der kleine Ritter Trenk als Hans
- 2011–2012: Ron Donachie in Game of Thrones als Rodrik Cassel
- 2013: William Shatner in Shit! My Dad Says als Dr. Edison Milford Goodson III.
- 2016: Tony Amendola in Once Upon a Time – Es war einmal … als Gepetto/Marco (2. Stimme)

## Hörspiele (Auswahl)
- 2013: Toy Story 1 (Audible, Hörspiel zum Film)
- 2016: Morgan & Bailey 3: Mörder unser, Contendo Media